# De Groe
De Groe, ook wel Groe, is een buurtschap bij Kloetinge en Goes in de gemeente Goes in de provincie Zeeland.
Stad: Goes

Dorpen: 's-Heer Arendskerke · 's-Heer Hendrikskinderen · Kattendijke · Kloetinge · Oud-Sabbinge · Wilhelminadorp · Wolphaartsdijk

Buurtschappen: Abbekinderen · Blauwewijk · De Groe · Eindewege · Goese Sas · Monnikendijk · Noordeinde · Oude Veerdijk · Planketent · Roodewijk · Sluis de Piet · Terlucht · Tervaten · Waanskinderen · Wissekerke

Zeeland: Steden en dorpen in Zeeland      Nederland: Provincies · Gemeenten